# Provins (tidskrift)
Provins är en svensk tidskrift baserad i Umeå. Den ges ut av Norrländska litteratursällskapet och Författarcentrum Norr.
Tidskriften grundades 1953 och lades ned 1955. Åren 1960–1962 utgavs den i andra omgång för att därefter återigen läggas ner. Sedan 1982 utkommer den regelbundet med fyra nummer årligen. Tidskriftens uppgift är spegla och bevaka det litterära Norrland. Ansvarig utgivare är David Väyrynen och redaktör är Carl Åkerlund.